# Пудошур
Пудошу́р (рос. Пудошур) — річка в Росії, права притока Липу. Протікає територією Кезького району Удмуртії, Починається за 2 км на південний схід від колишнього присілка Самки. Тече на південний схід, південь, потім на південний захід і знову повертає південь. Впадає до Липу на східних околицях присілка Філінці. Тече через тайгу, верхів'я пересихає, у середній течії створено невеликий ставок. Приймає декілька дрібних приток, найбільша з яких ліва Гордіно.
На річці не розташовано населений пунктів, у нижній течії збудовано автомобільний міст.